# Aldo Grimaldi
Pour les articles homonymes, voir Grimaldi (homonymie).
 Aldo Grimaldi, né en 1942 à Catane et mort le 5 août 1990 à Rome, est un réalisateur et scénariste italien. Il est le fils de Giovanni Grimaldi.

## Biographie
Aldo Grimaldi es né en 1942 à Catane. Il est le fils du réalisateur et scénariste Giovanni Grimaldi et a commencé sa carrière comme assistant réalisateur dans les films de son père. Il a fait ses débuts comme réalisateur en 1967 avec le musicarello « Nel sole ». Devenant un spécialiste du genre, il a souvent travaillé avec le couple formé par Al Bano et Romina Power. Il a également réalisé des comédies érotiques italiennes (Decamerotico). Il est mort d'une maladie incurable à 48 ans.

## Filmographie

### Assistance à la réalisation
- 1962 : Les Deux Colonels (I due colonnelli) de Steno
- 1963 : Totò contre les quatre (Totò contro i quattro) de Steno
- 1963 : I terribili sette de Raffaello Matarazzo
- 1964 : Amore mio de Raffaello Matarazzo
- 1966 : Mi vedrai tornare d'Ettore Maria Fizzarotti
- 1966 : Quatre Dollars de vengeance (Quattro dollari di vendetta) de Jaime Jesús Balcázar et Alfonso Balcázar

### Réalisation
- 1967 : Nel sole
- 1968 : L'oro del mondo
- 1969 : Il ragazzo che sorride
- 1969 : Pensando a te
- 1969 : Franco e Ciccio sul sentiero di guerra (it)
- 1970 : W le donne
- 1972 : Quando le donne si chiamavano madonne
- 1979 : Nuits galantes d'une infidèle (it) (Amanti miei)
- 1981 : Les Hôtesses (it) (La cameriera seduce i villeggianti)
- 1983 : Champagne in paradiso (it)

### Scénario
- 1966 : Quatre Dollars de vengeance (Quattro dollari di vendetta) de Jaime Jesús Balcázar et Alfonso Balcázar
- 1968 : L'oro del mondo de lui-même
- 1969 : Franco e Ciccio sul sentiero di guerra (it) de lui-même
- 1974 : La vedova inconsolabile ringrazia quanti la consolarono (it) de Mariano Laurenti
- 1979 : Nuits galantes d'une infidèle (it) (Amanti miei) de lui-même